# Calgary Herald
Pour les articles homonymes, voir Herald.
Le Calgary Herald est un quotidien canadien anglophone publié à Calgary, en Alberta.
Il appartient à Postmedia Network qui publie aussi le Calgary Sun et le National Post.
Son principal actionnaire est le fonds américain Chatham Asset Management.

## Historique
Publié pour la première fois le 31 août 1883 par Andrew Armour et Thomas Braden sous le nom de The Calgary Herald, Mining and Ranche Advocate and General Advertiser, il débute en tant qu'hebdomadaire de seulement quatre pages créé sur une presse à main. L'opération était petite, une tente placée à la jonction des rivières Bow et Elbow faisant office de bureaux. En 1885 le Herald devient un journal quotidien mais ce n'est qu'à l'automne 1983 qu'il commence à être publié 7 jours par semaine. Jusqu'en août 1985 c'était un journal d'après-midi, mais il est aujourd'hui livré le matin. En novembre 2000, le Herald est acquis par Southam Newspapers (aujourd'hui la division Canwest News Services de Canwest.)
Le Herald publie également Neighbours (« voisins »), un journal communautaire hebdomadaire qui est distribué avec le Herald dans certaines parties de Calgary. Au printemps de 2005, le Herald se joint à plusieurs autres affiliés de Canwest pour lancer Dose, un quotidien gratuit ciblant les utilisateurs de 18 à 35 ans du transport en commun.

### Grève de 1999
Le 8 novembre 1999, les employés nouvellement syndiqués du Herald, y compris les journalistes, déclenchent un grève. La grève dure jusqu'en juillet 2000 ; durant cette période plusieurs journalistes de longue date du Herald ont soit quitté le journal ou ont été renvoyés à la suite de la grève, qui prit fin dans ce qui est considéré comme une défaite pour le syndicat. Il a fallu plusieurs années pour que le Herald reconstitue son lectorat après la grève. Des anciens employés du Herald qui ont quitté durant ou en résultat de la grève travaillent aujourd'hui pour d'autres publications.